# Гюлистан (крепость, Шемахы)
Крепость Гюлиста́н (азерб. Gülüstan qalası) — средневековая крепость, расположенная в трёх километрах к северо-западу от города Шемахы в Азербайджане. Предположительно крепость была построена в IX веке. Занимала некогда вершину и часть склонов скалистого кряжа. В народе крепость Гюлистан известна как Гыз-галасы («Девичья крепость»).

## Описание
Над окружающей территорией крепость возвышается на 190—200 м. Оборонительные стены крепости были построены на склонах горы, а сама цитадель — на вершине. С севера, востока и запада крепость была окружена пропастью. Сегодня здесь сохранились расположенные фрагментами развалины стен и башен круглой и четырёхугольной формы.
В результате археологических раскопок на территории крепости были обнаружены остатки зданий дворцового комплекса, образцы материальной культуры IX—XII вв. Вода в крепость Гюлистан поступала с помощью глиняных труб. У крепости имелся также подземный ход. В отличие от других крепостей, расположенных на территории Азербайджана (Кале-и Бугурт, Гюлистан на реке Инча и др.), ведущий к воде подземный ход крепости Гюлистан устроен более сложно и более тщательно выполнен.

## История
Крепость, предположительно, была построена в IX веке. Востоковед и археолог Евгений Пахомов предполагал, что в районе развалин этой крепости был расположен город Йазидийа, название которого как столицы Ширвана упоминается в «Тарих ал-Бабе» до 1072 года. С XI по XVI век она была резиденцией и оборонительной крепостью ширваншахов. Роль крепости возросла в XII— начале XIII века. Она служила как убежищем, так и второй после Шемахы резиденцией ширваншахов.

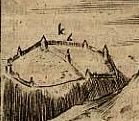
Крепость Гюлистан на гравюре из «Описания путешествия» Адама Олеария 1656 года

Крепость Гюлистан упоминали в своих произведениях Хагани Ширвани, Ариф Ардебили и др. Так, в стихах Хагани Ширвани, посвящённых ширваншаху Ахситану в связи с праздником Новруз, имеются следующие строки:
Гале гюлистане шах гуллейе Бугбейс дан,
Хисне Шемахиаш харам, кебе сарайе тазе бин.
(Знай, что шахская крепость Гюлистан, как вершина Бугбейса.
Шемахинская крепость его — гарем, а Гюлистан — новый каба-сарай.
Азербайджанский археолог Гусейн Джидди считает, что Хагани называет крепость «новым каба-сараем» в связи с реконструкцией крепости. Данная информация подтверждается и сведениями письменных источников, согласно которым в XII веке сестрой ширваншаха Манучехра III — Шахбаны в крепости были проведены ремонтные работы.
Сведения о крепости, её стенах и общем облике имеются в произведении воспитателя сына ширваншаха Кавуса Арифа Ардебили «Фархад-наме», которое было написано в стиле поэмы «Хосров и Ширин» Низами Гянджеви.

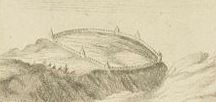
Крепость на рисунке Шемахи XVIII века, изданного Питером ван дер Аа

После того как правитель Сефевидского государства шах Исмаил взял в 1501 году Баку, его войска осадили крепость Гюлистан, однако взять её им так и не удалось. Безуспешной оказалась и попытка взять крепости Кале-и Бугурт и Сурхаб. Таким образом, вследствие упорного сопротивления, Исмаил был вынужден снять осаду Гюлистана. Весной 1538 года 20-тысячное войско Сефевидов вновь двинулись на Ширван. Страна была опустошена. Кызылбаши обложили крепость Гюлистан и после длительной осады взяли её. Эмиры Ширвана были казнены, а последний ширваншах Шахрух — увезен в Тебриз, где и был убит.
В 1547 году брат шаха Тахмаспа бейлербей Ширвана Элькас Мирза поднял мятеж, который был подавлен, а сам Элькас Мирза бежал. В крепости Гюлистан приверженцы Элькаса ещё противились шахским войскам. Сопротивление здесь возглавлял Мехтар Девлет Яр. Для переговоров шах направил в крепость посла, который был казнён защитниками цитадели. Три месяца кызылбашам не удавалось овладеть крепостью. Хасан-бек Румлу отмечает, что крепость была взята с помощью озлобившихся на Девлет Яра женщин, бросивших шатерные верёвки курчиям шамлу, которые сумели по ним взобраться на крепостные стены. По приказу шаха крепость была разрушена.
С появлением и распространением огнестрельного оружия крепость Гюлистан со временем утратила своё оборонительное значение.